# さ行
さ行（さぎょう）とは、日本語の五十音図における3番目の行である。仮名「さ」「し」「す」「せ」「そ」が含まれる。どの仮名も子音と母音からなる1音節または1モーラを表す。

## 清音
さ行音（清音）における頭子音の音素は /s/ である（音韻論）。音声学上では、「さ」「す」「せ」「そ」の頭子音（単音）は無声歯茎摩擦音 [s] となる。但し息の量が少ないため、英語圏の話者には無声歯摩擦音 [θ] のように聞こえる場合がある。「し」の頭子音は硬口蓋化して、無声歯茎硬口蓋摩擦音 [ɕ] となる。硬口蓋化しない外来音の [si] を仮名で表す場合には、しばしば「スィ」と表記される。
さ行音における訓令式ローマ字及び日本式ローマ字表記は sa si su se so、ヘボン式ローマ字表記は sa shi su se so である。

## 濁音
さ行音の仮名に濁点をつけたざ行音（濁音）の頭子音（音素）は /z/ である（音韻論）。音声学上は、「ざ」「ず」「ぜ」「ぞ」の頭子音が文節の頭または撥音や促音の後では有声歯茎破擦音 [d͡z] が、それ以外では有声歯茎摩擦音 [z] またはそれに近い音（閉鎖密着度の弱い有声歯茎破擦音など）が一般的である。但しざ行の発音は、地域や年代などによって大きく異なる。
「じ」の頭子音は硬口蓋化して、文節の頭または撥音や促音の後では有声歯茎硬口蓋破擦音 [d͡ʑ] が、それ以外では有声歯茎硬口蓋摩擦音 [ʑ] またはそれに近い音（閉鎖密着度の弱い有声後部歯茎破擦音など）になる。硬口蓋化しない外来音の [zi] を仮名で表す場合は、しばしば「ズィ」と表記される。
ざ行音の日本式ローマ字表記は za zi zu ze zo、ヘボン式ローマ字表記は za ji zu ze zo である。

## 拗音
さ行およびざ行の「い」段音を第1字とする開拗音、即ち、しゃ行（「しゃ」「しゅ」「しぇ」「しょ」）とじゃ行（「じゃ」「じゅ」「じぇ」「じょ」）の頭子音（音素）はそれぞれ /sj/, /zj/ であり、その音声学上の実際の発音はそれぞれ「し」「じ」の場合と同一である（「しぇ」と「じぇ」は拗音としない意見もある）。シャ行音とジャ行音の日本式ローマ字表記はそれぞれ sya syu sye syo、zya zyu zye zyo、ヘボン式ローマ字表記はそれぞれ sha shu she sho、ja ju je jo である。
「じ」と「ぢ」、「じゃ行」と「ぢゃ行」、「ず」と「づ」の発音は音声学の上で同一である。したがって、現代仮名遣いでは、これらの音をそれぞれ全く同じ音として扱い、一部の例外を除いて「ぢ」、「ぢゃ行」、「づ」を使わず、「じ」、「じゃ行」、「ず」に統一して表記する（た行の記事参照）。

## 歴史
日葡辞書の記述などから、中世における「セ」や「ゼ」の標準的発音は現在のシェ [ɕe, ʃe]、ジェ [ʑe, ʒe] に近い音であったことが明らかになっている。また、おもに西日本の一部方言においては、現在も同様の発音が残っている。
さらに時代を遡ると、/s/, /z/ は後続母音に関わらず、それぞれ [t͡s], [d͡z] あるいは [t͡ɕ, t͡ʃ], [d͡ʑ, d͡ʒ] のような破擦音であった可能性が強いというのが定説である。これは主に日本の漢字音と中国語中古音との比較によって強く支持されるものである。津の字音は「シン」で訓読みは「つ」、束は「ソク」で地名に「つか」がある。

## 外来語の表記
「シェ」は外来語の表記に使われる仮名である。無声歯茎硬口蓋摩擦音 [ɕ] と母音「エ」を組み合わせた音を表す。
「スィ」や「ズィ」は『外来語の表記』の表中には挙げられていないが、外来語の原音が [si] や [zi] であることを明示するために「シ」や「ジ」の代わりに使われることがある。

## 音声学的分類
| 母音   | /a/        | /i/        | /u/        | /e/        | /o/        |
| ------ | ---------- | ---------- | ---------- | ---------- | ---------- |
| サ行   | サ /sa/    | スィ /si/  | ス /su/    | セ /se/    | ソ /so/    |
| シャ行 | シャ /ɕa/  | シ /ɕi/    | シュ /ɕu/  | シェ /ɕe/  | ショ /ɕo/  |
| ザ行   | ザ /d͡za/   | ズィ /d͡zi/ | ズ /d͡zu/   | ゼ /d͡ze/   | ゾ /d͡zo/   |
| ジャ行 | ジャ /d͡ʑa/ | ジ /d͡ʑi/   | ジュ /d͡ʑu/ | ジェ /d͡ʑe/ | ジョ /d͡ʑo/ |

無色が無声音、橙色が有声音となる。厳密にはサ行やザ行の子音は、発音の速度や直前の母音・撥音などによって大きく変化する。